# بوریس گارروس
بوریس گارروس (انگلیسی: Boris Garrós؛ زادهٔ ۲۲ ژوئن ۱۹۸۸) بازیکن فوتبال اهل اسپانیا است.
از باشگاه‌هایی که در آن بازی کرده‌است می‌توان به باشگاه فوتبال رکریتیوو اوئلوا و باشگاه فوتبال آپولون اسمیرنیس اشاره کرد.